# 皮斯可沙瓦

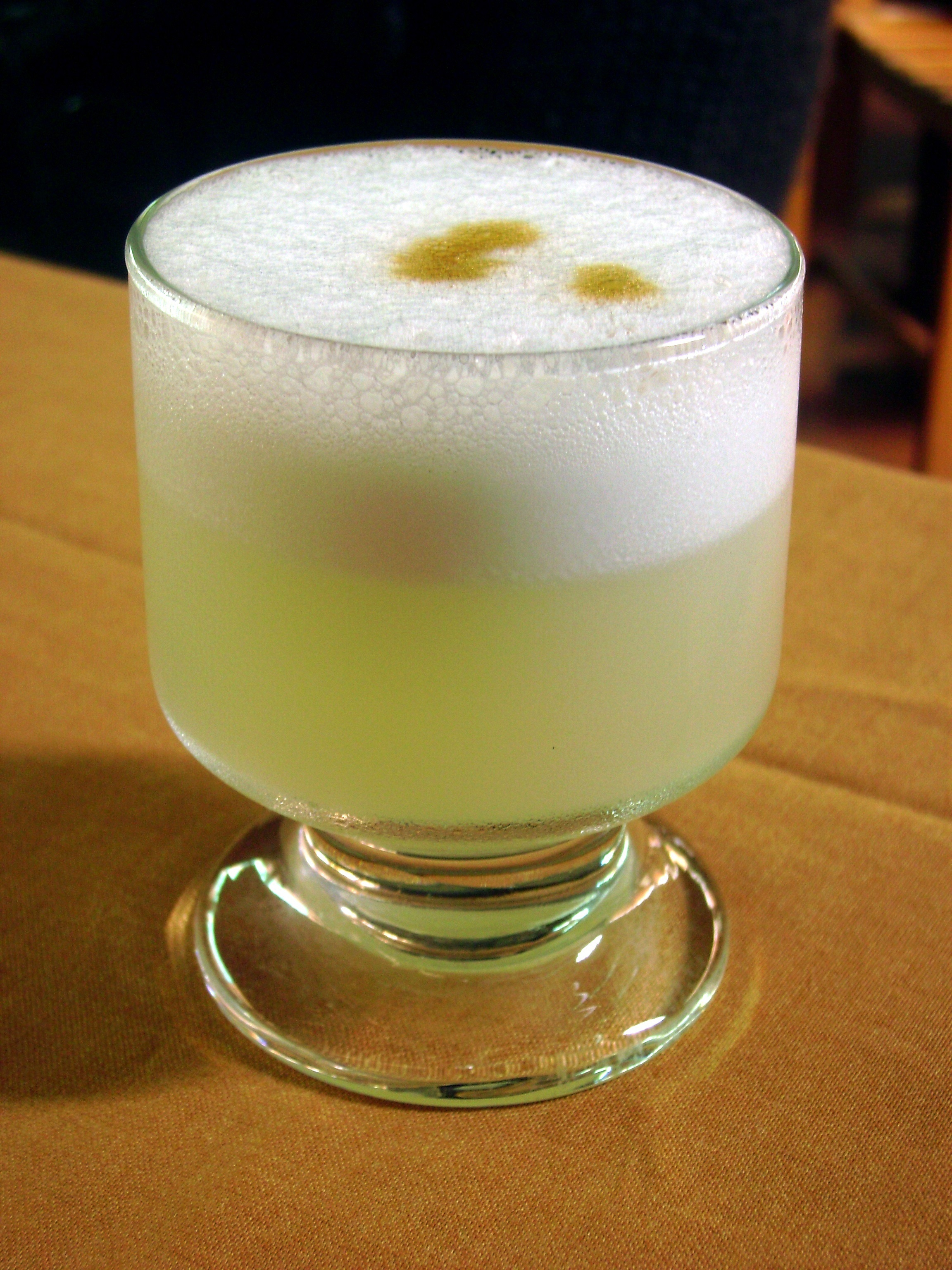
一杯皮斯可沙瓦

皮斯可沙瓦（英語：Pisco Sour），或譯皮斯科沙瓦，是南美饮食中的一種鸡尾酒。該酒如其名，是皮斯可白蘭地與沙瓦的簡單组合。皮斯可是酒的基础，其中还包括酸甜味的果汁。秘鲁的皮斯可沙瓦使用秘鲁皮斯可并加入柠檬汁、冰块、蛋白和其他甜味苦味的成分。智利的皮斯可沙瓦比较相似，但使用本土的皮斯可，皮斯可柠檬，并不使用苦味调料和蛋白。其他皮斯可沙瓦的变种还包括在饮品中使用菠萝汁或古柯。
据称皮斯科沙瓦非常流行，以至于人们在每个二月的第一个星期六庆祝国际皮斯科沙瓦日。

## 外部連結
维基共享资源上的相關多媒體資源：皮斯可沙瓦